# Porto (Nápoles)
Porto es un barrio que forma parte de la Municipalità 2 de Nápoles, Italia, en el centro histórico de esta ciudad. Limita con los siguientes barrios: al sur con San Ferdinando, al oeste-noroeste con San Giuseppe, al norte con San Lorenzo, al noreste con Pendino. Al sudeste está bañado por las aguas del Golfo de Nápoles.
Tiene una superficie de 1,14 km² y 4.830 habitantes, lo que lo convierte en el barrio menos poblado de la ciudad.

## Monumentos y lugares de interés
El nombre Porto deriva del Seggio di Porto, una de las más antiguas entidades administrativas en que se dividía la ciudad de Nápoles.

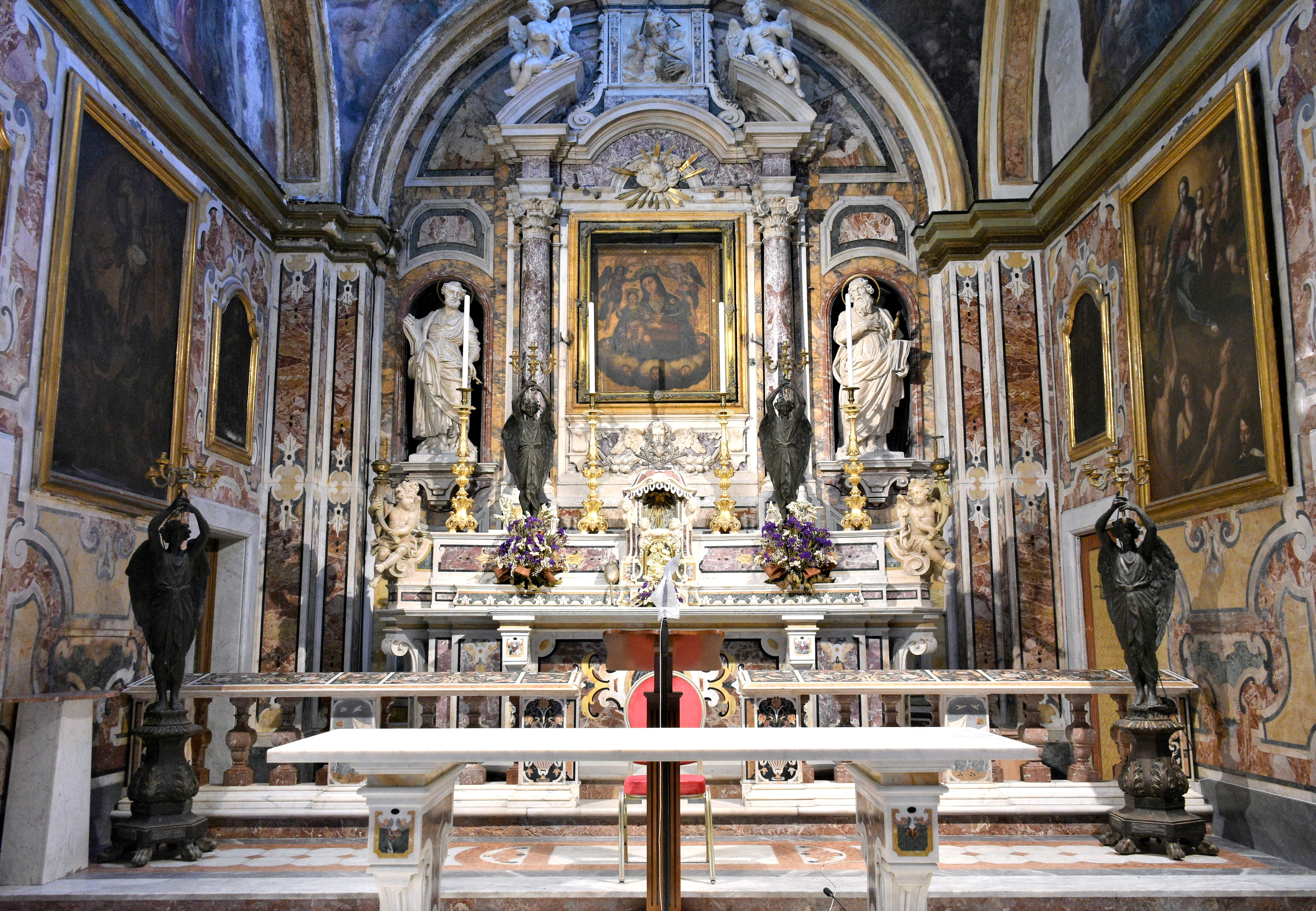
Iglesia de Santa Maria di Portosalvo.

En la zona portuaria, rediseñada por Domenico Fontana en el siglo XVI, se ubica la iglesia de Santa Maria di Portosalvo (1564), que se caracteriza por la fachada de estilo rococó y la preciosa cúpula decorada en mayólica. En el jardín al lado de la iglesia, se levanta el Obelisco de Portosalvo.
A sus espaldas, se encuentra el barroco Palacio de la Immacolatella (siglo XVIII), diseñado por Domenico Antonio Vaccaro, así llamado por la estatua de la Inmaculada, realizada por Francesco Pagano y colocada en la cima de la fachada. Construido para albergar la Diputación de la Salud, actualmente es la sede de la Capitanía de Puerto.
Desde la zona portuaria, pasando por el convento de San Pietro Martire (hoy sede de la Facultad de Filosofía de la Universidad de Nápoles Federico II) y la homónima iglesia, se llega al Corso Umberto I, justo enfrente de la fachada neoclásica de la sede central de la Universidad.
El espacio principal del barrio es la Plaza Giovanni Bovio, que alberga el neorrenacentista Palacio de la Bolsa y el monumento ecuestre al rey de Italia Víctor Manuel II.
Durante el Risanamento, se construyeron amplias calles como la via Depretis, que conecta la Plaza Giovanni Bovio con la Plaza del Municipio. Esta intervención urbanística separó las zonas del tejido urbano más cercanas al puerto, que por eso se quedaron marginadas.